# François Fertiault

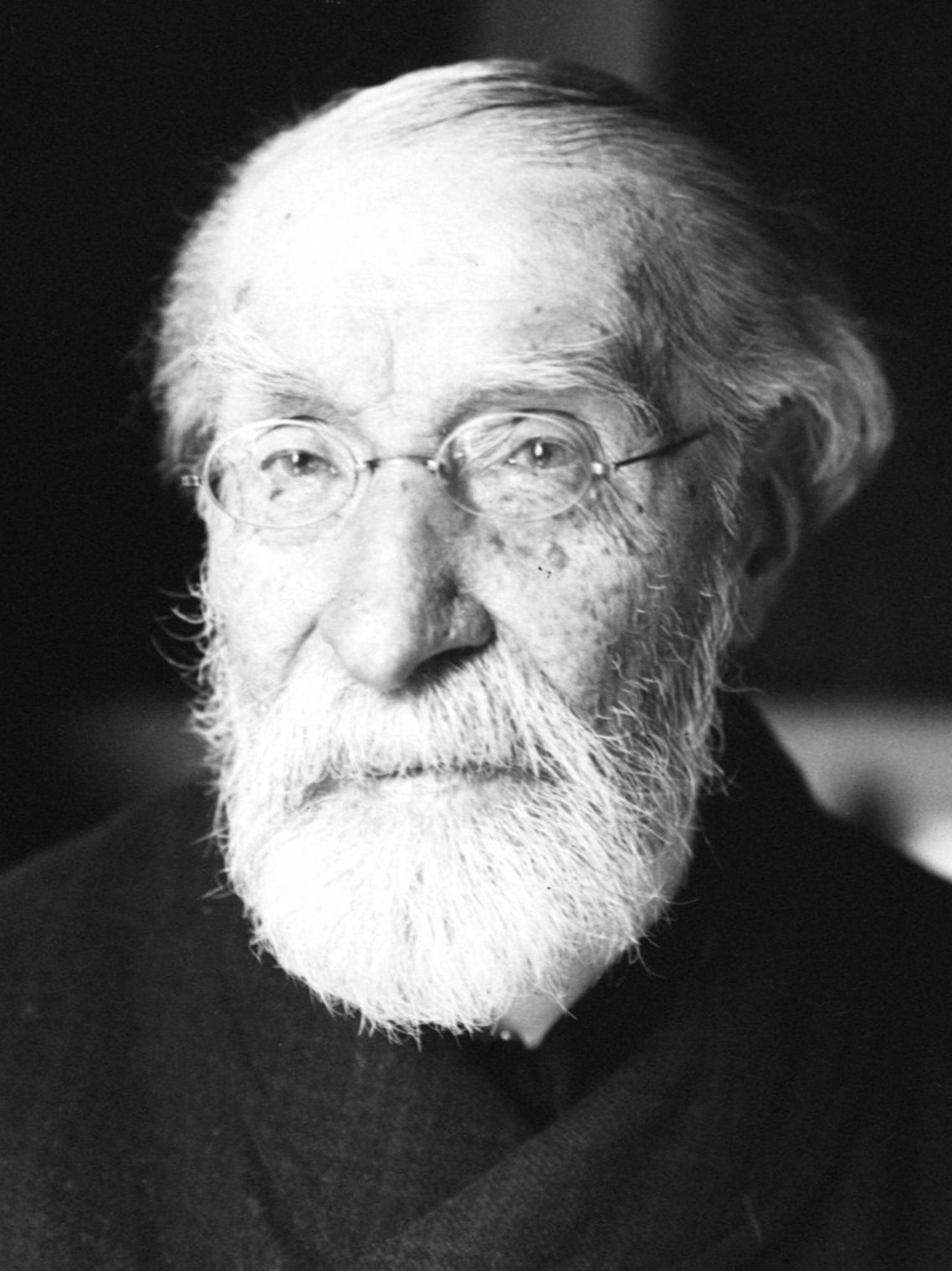
François Fertiault

François Fertiault (* 25. Juni 1814 in Verdun-sur-le-Doubs, Département Saône-et-Loire; † 5. Oktober 1915 in Paris) war ein französischer Schriftsteller.
Fertiault war der Sohn eines Soldaten, der unter Napoleon in den Befreiungskriegen kämpfte und fiel. Durch die Unterstützung seines Onkels, einem Kleriker, wurde ihm ab 1820 der Schulbesuch in Chalon-sur-Saône ermöglicht. Mit 20 Jahren bestand er dann erfolgreich sein Abitur.
Da seine ersten literarischen Versuche – bereits in der Schulzeit – sich vielversprechend zeigten, bekam Fertiault im Anschluss daran eine Anstellung in der Redaktion der Zeitung „Patriote de Saône-et-Loire“. Meistenteils schrieb er fürs Feuilleton und war als Literaturkritiker tätig. Im darauffolgenden Jahr ging Fertiault nach Paris und arbeitete ab 8. August 1835 für die Druckerei Donbey-Dupré. 1836 wurde er Angestellter einer Bank in Bischoffsheim (Département Bas-Rhin), wo er bis zur Februarrevolution 1848 arbeitete.
1841 heiratete er Julie, eine Tochter des Publizisten Victoire Rodde (1792–1835). Mit ihr hatte er einen Sohn, der aber bereits im Kindesalter (1856) starb. Fertiault unterstützte seine Ehefrau in ihrem literarischen Schaffen und veröffentlichte auch einige Bücher mit ihr zusammen.
Einige Jahre später ließ sich Fertiault zusammen mit seiner Ehefrau in Paris nieder und fungierte zwischen 1847 und 1851 als verantwortlicher Herausgeber der Zeitschrift „Feuilleton de Paris“. Von 1858 an leitete er in gleicher Funktion zehn Jahre lang das „Bulletin de l'union des poètes“.
Neben seinem eigenen literarischen Werken war Fertiault auch bis an sein Lebensende als Literaturkritiker tätig und kümmerte sich als solcher um die moderne zeitgenössische Literatur. Über den Verleger Alphonse Lemerre kam er in Kontakt mit den Parnassiens und wirkte auch an der später berühmt gewordenen Anthologie Le Parnasse contemporain mit.
Seine Ehefrau Julie starb 1900. Ab dieser Zeit zog sich Fertiault langsam aus dem öffentlichen Leben zurück und starb im 101. Lebensjahr am 5. Oktober 1915 in Paris.

## Werke (Auswahl)
Romane und Erzählungen
- Arthur ou le dîner de sept châtelains. 1837
- Au clair pays. 1897
- Le dix-neuvième siècle. Satires 1840 (zusammen mit Eugène Nus)
- Les imperceptibles. 1903
- Les voix amies. 1864 (zusammen mit seiner Ehefrau)

Lyrik
- Intimes et familières. 1907
- Le poème des larmes 1858 (zusammen mit seiner Ehefrau)
- Rimes bourguignones. 1899
- Sympathies. 1898

Bücher für Kinder und Jugendliche
- La bonne étoile. 1845
- En Bourgogne. 1898
- La chambre aux histoires. 1874
- Pâquerettes et boutons d'or. 1844
- Le petits drames rustiques. 1875

Sachbücher
- Les amoureux du livre. Claudin, Paris 1877.
- Dictionnaire du langage populaire Verduno-Chalonnais. Bouillon, Paris 1898.
- Les drames et cancans du livre. Lemerre, Paris 1900.
- Les légendes du livre. Claudin, Paris 1886.
- Les mystères du destin. Lemerre, Paris 1888 (unter dem Anagramm „Cranisof Altifuret“ veröffentlicht).
- La vie du livre. Lemerre, Paris 1909.